# 1514

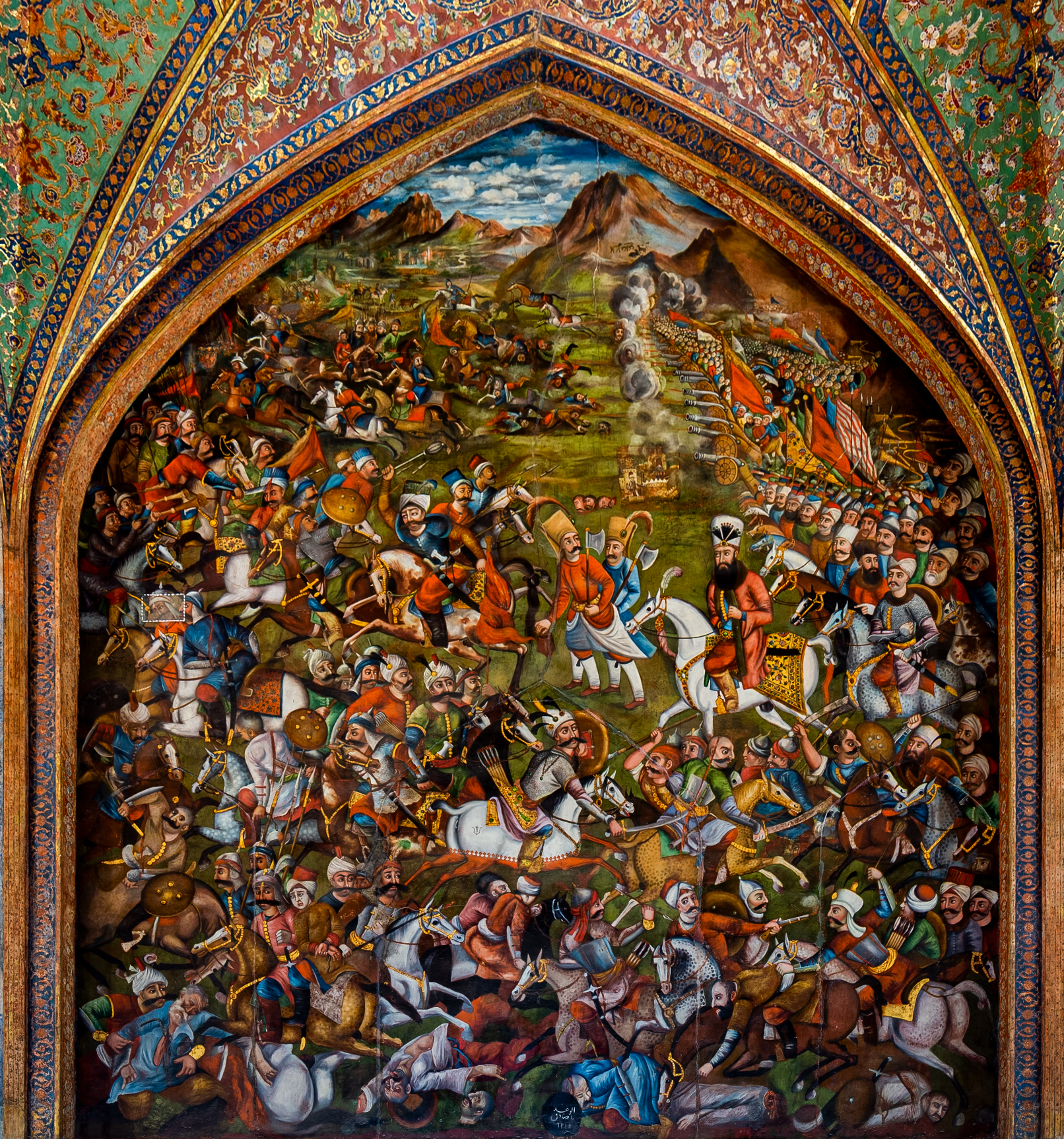
Slag bij Chaldiran

Het jaar 1514 is het 14e jaar in de 16e eeuw volgens de christelijke jaartelling.

## Gebeurtenissen
februari
- februari - Willem IV van Beieren wordt gedwongen zijn broer Lodewijk X als medehertog te erkennen.

maart
- 21 - Inname van Arnhem: Maarten van Rossum herovert Arnhem voor Karel van Gelre door in een korenwagen soldaten de stad binnen te smokkelen.

mei
- 18 - De Franse dauphine Claudia van Valois huwt in Saint-Germain-en-Laye met Frans van Angoulême, de latere koning Frans I.

juni
- 11 - Kroning van koning Christiaan II van Denemarken.

juli
- 8 - In het Verdrag van Tübingen wordt het landrecht van Württemberg vastgelegd.
- 11 - Huwelijk met de handschoen van Christiaan II van Denemarken en Isabella van Habsburg.
- juli - Moskovië neemt Smolensk in.

augustus
- 6 - Huwelijk van Margaretha Tudor en Archibald Douglas.
- 23 - Slag bij Chaldiran: De Ottomanen verslaan de Safaviden en annexeren oostelijk Anatolië.

september
- 7 - Het Osmaanse leger van sultan Selim I verovert de Perzische hoofdstad Tabris.
- 8 - Slag bij Orsja: Een Pools-Litouws leger verslaat Moskovië en beëindigt daarmee de Moskouse opmars.
- 30 - Sint-Jeronimusvloed: Dijkdoorbraken op vele plaatsen in Holland.

zonder datum
- Georg van Saksen tracht Groningen en de Ommelanden te veroveren. Hij neemt Appingedam in en richt een bloedbad aan onder de bevolking, doch zijn belegering van de stad Groningen is vergeefs dankzij hulp die de Groningers krijgen van Karel van Gelre, en hij verliest hierna snel invloed in Friesland.
- Na de dood van Anna van Bretagne hertrouwt Lodewijk XII van Frankrijk met de Engelse prinses Maria Tudor.
- Arme Konrad: In reactie op belastingverhogingen breekt een boerenopstand uit in Württemberg.
- Pedro Arias Dávila vertrekt naar de Nieuwe Wereld om Vasco Núñez de Balboa op te volgen als gouverneur van Panama.
- In Thudinië (Luikerland) komen in de groeve van Barbeau de Wez naar schatting 98 mijnwerkers om het leven door de 'grisou' (mijngas).
- De olifant Hanno komt aan in Rome.

## Beeldende kunst

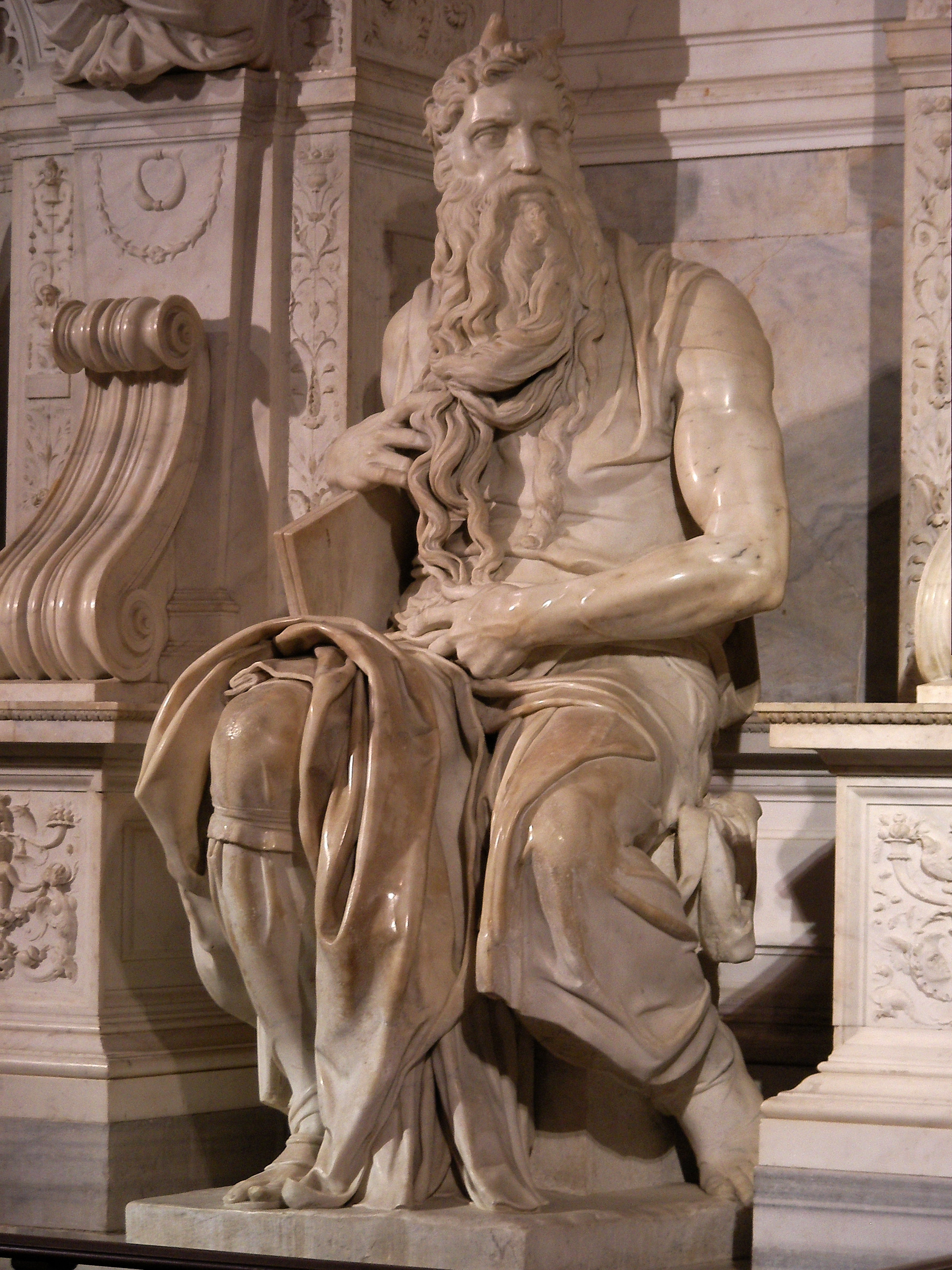
Michelangelo: Mozes
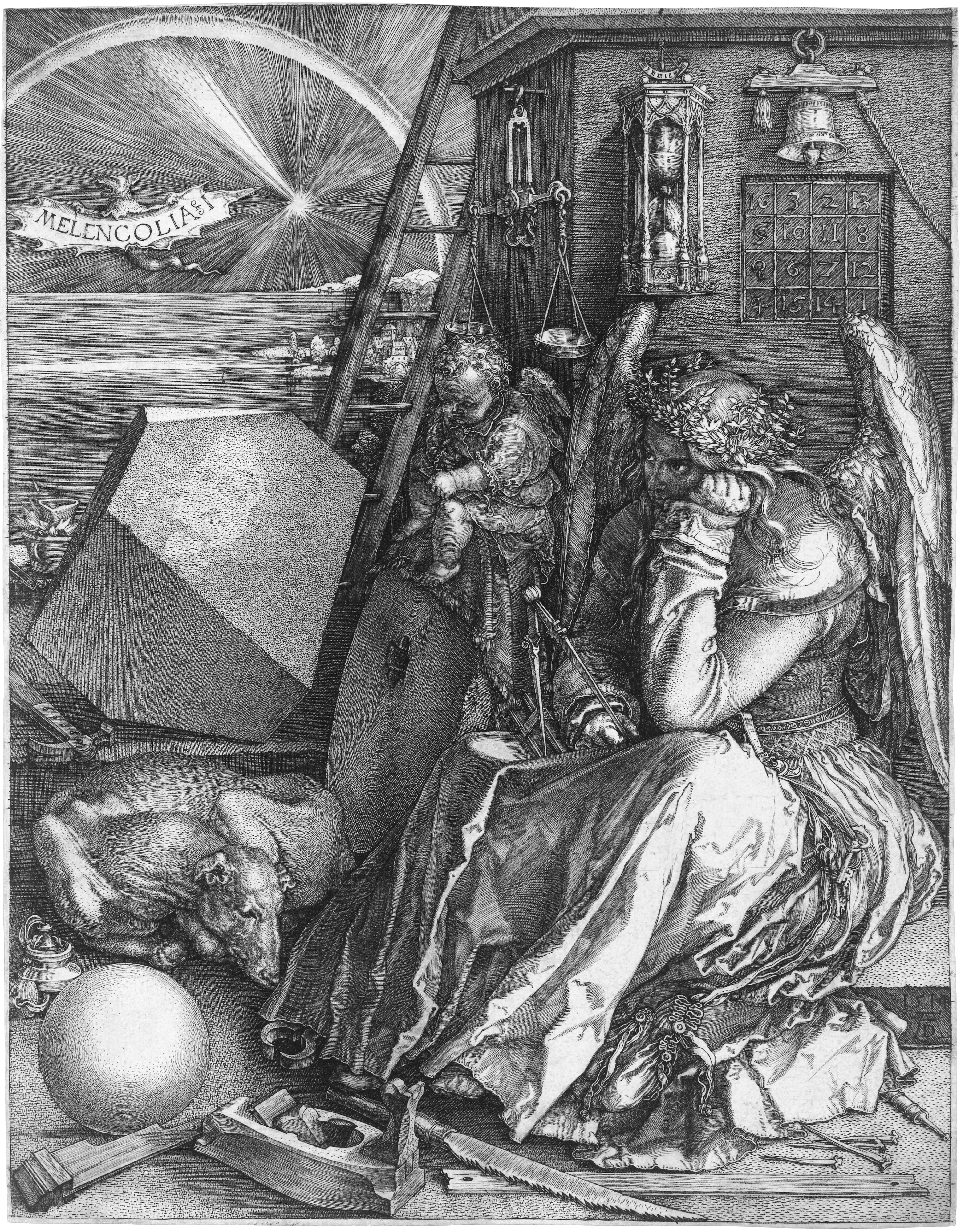
Albrecht Dürer: Melencolia I
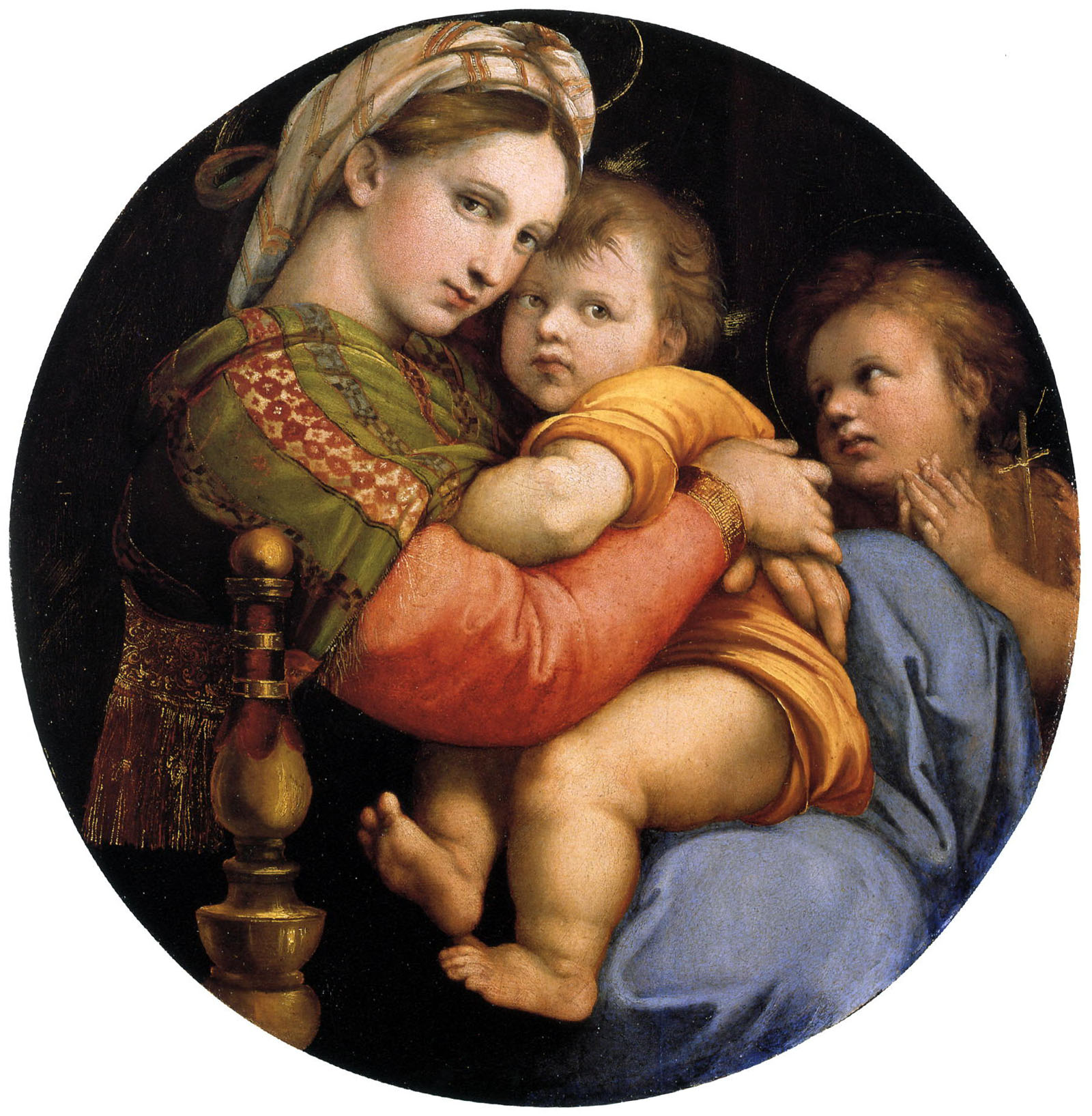
Rafaël: Madonna met de stoel
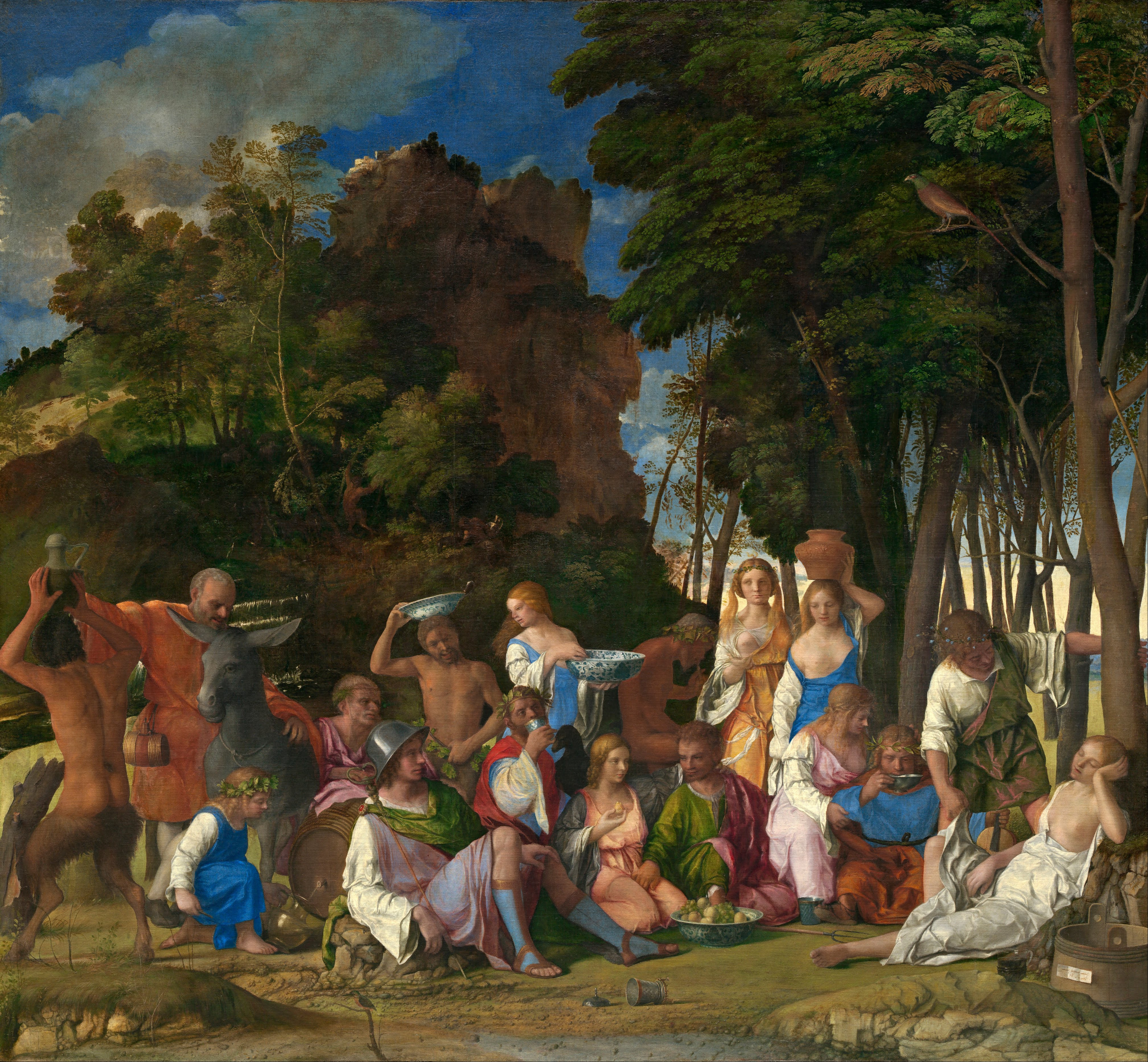
Giovanni Bellini: Het feest der goden (achtergrond later bewerkt door Titiaan)
Titiaan: Jonge vrouw met spiegel
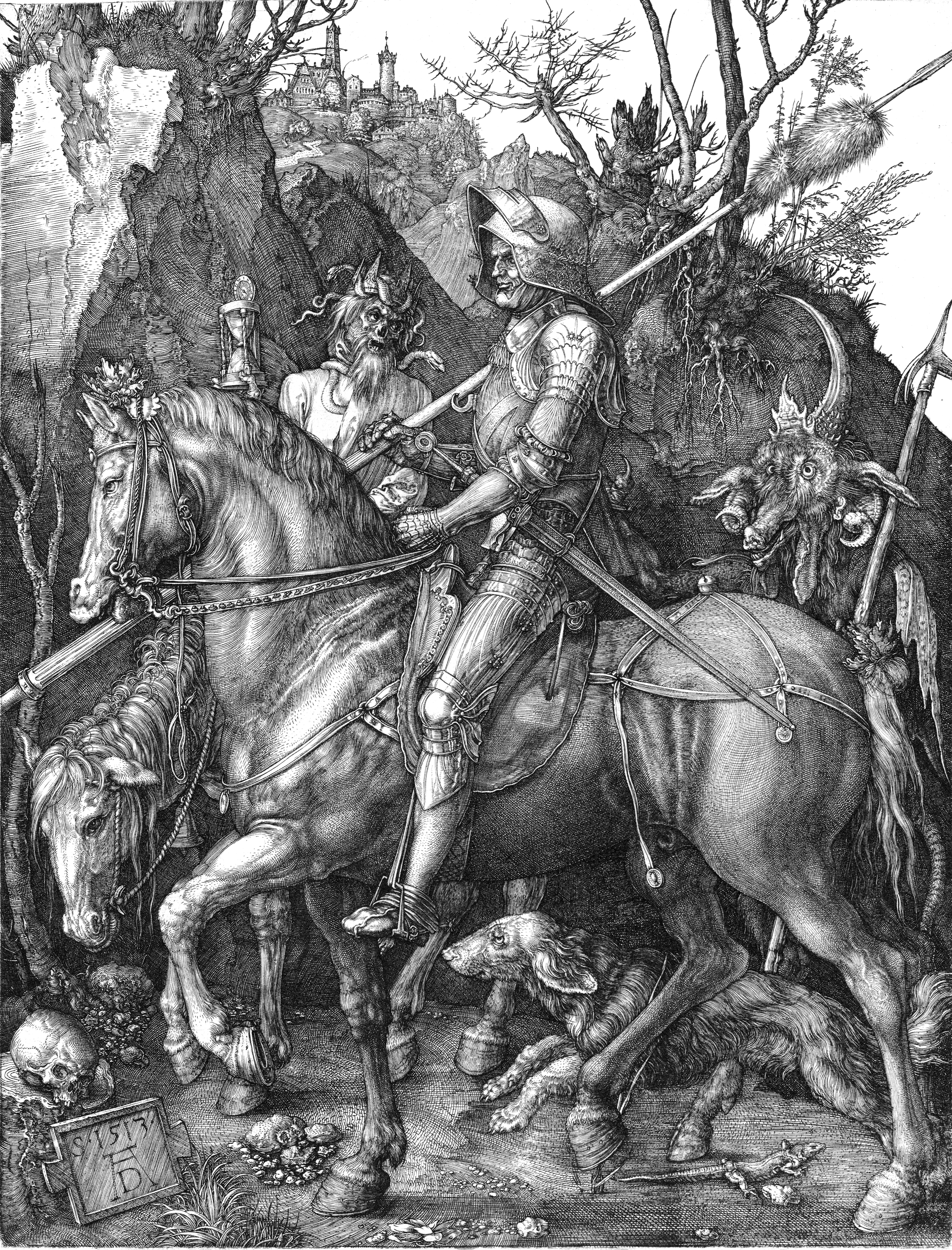
Albrecht Dürer: Ridder, Dood en Duivel
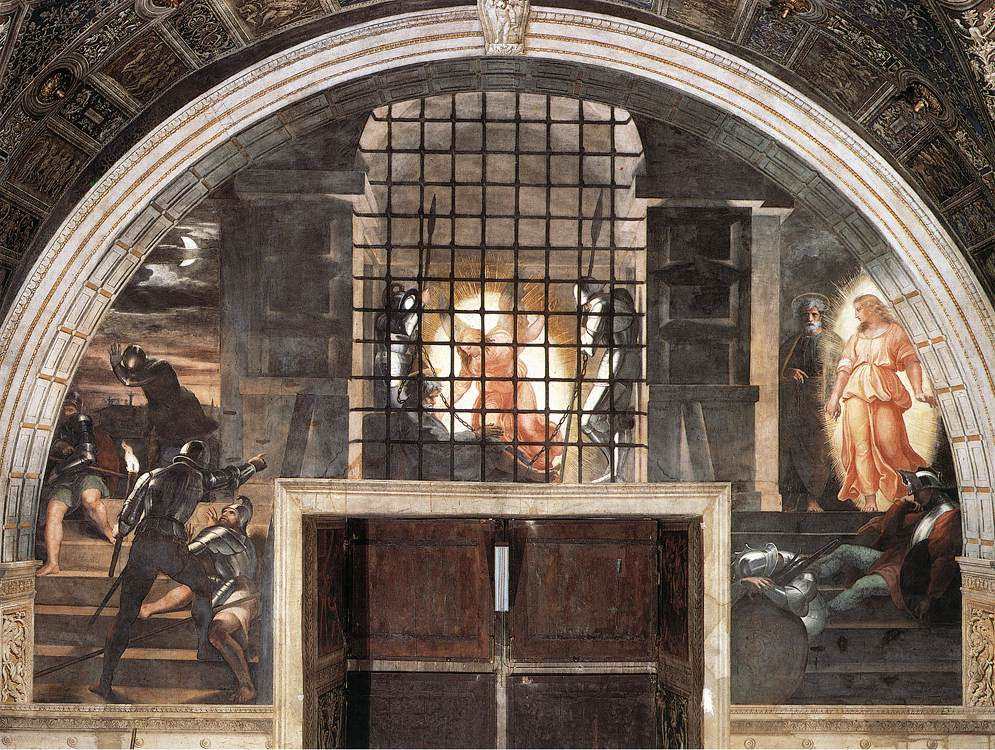
Rafaël: De bevrijding van Petrus
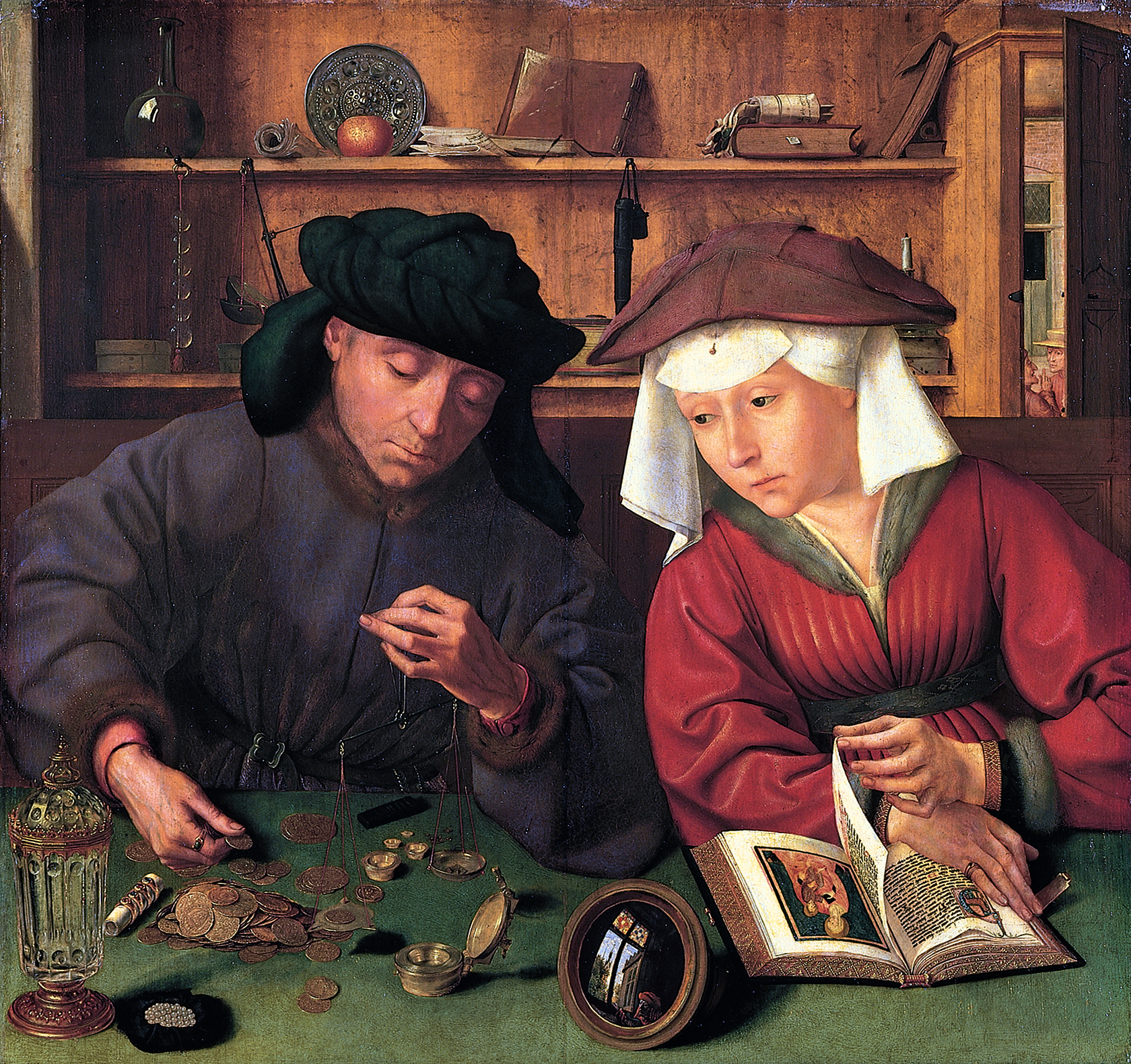
Quinten Massijs: De geldwisselaar en zijn vrouw

## Opvolging
- Bretagne en Etampes - Anna opgevolgd door haar dochter Claude
- Brunswijk-Wolfenbüttel - Hendrik I opgevolgd door zijn zoon Hendrik II
- Generalitat de Catalunya - Johan II van Ribagorça opgevolgd door Jaume Fiella
- Merseburg - Tilo van Trotha opgevolgd door Adolf II van Anhalt
- Palts-Zweibrücken - Alexander opgevolgd door zijn zoon Lodewijk II

## Afbeeldingen

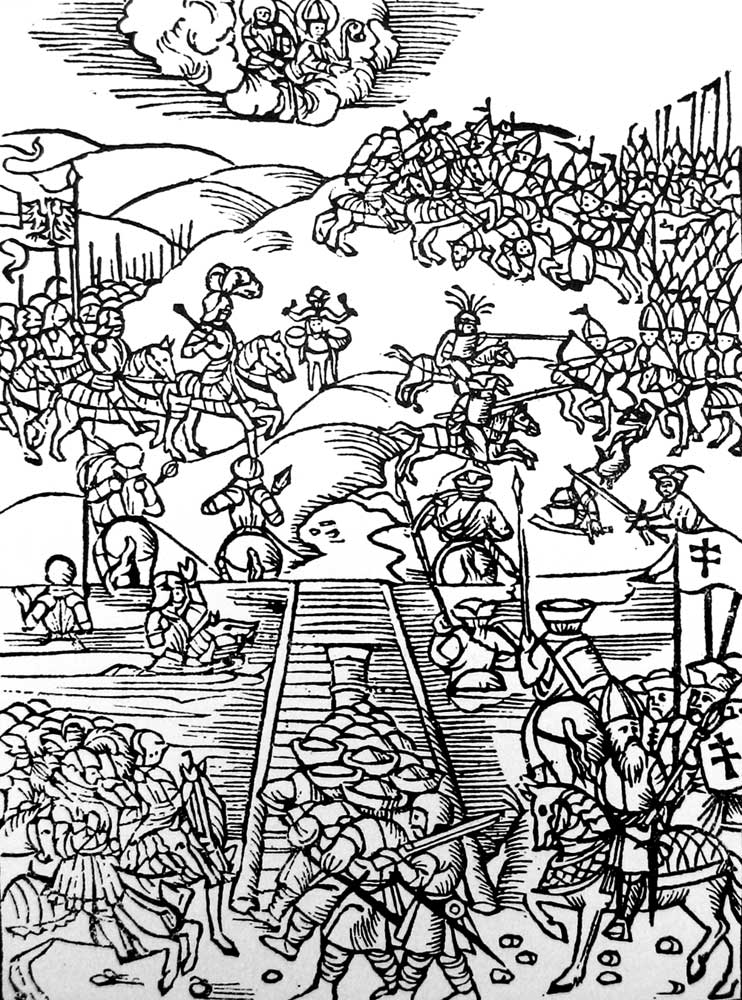
Slag bij Orsja
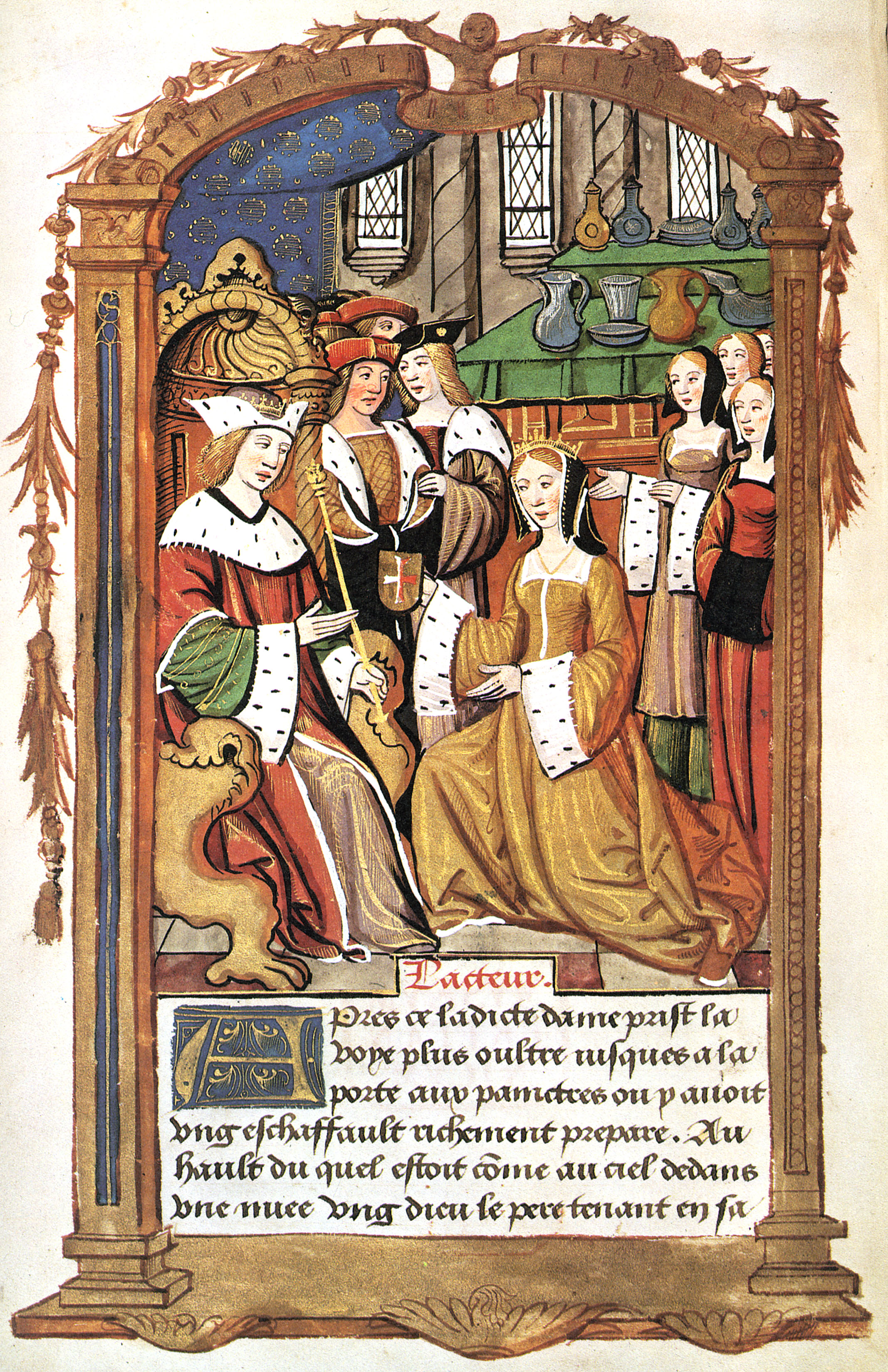
Huwelijk van Lodewijk XII en Maria Tudor
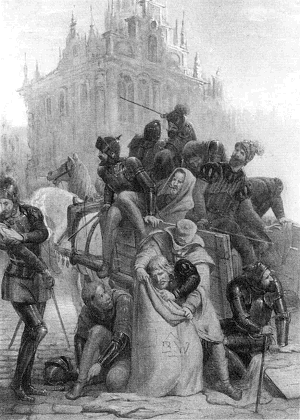
Inname van Arnhem
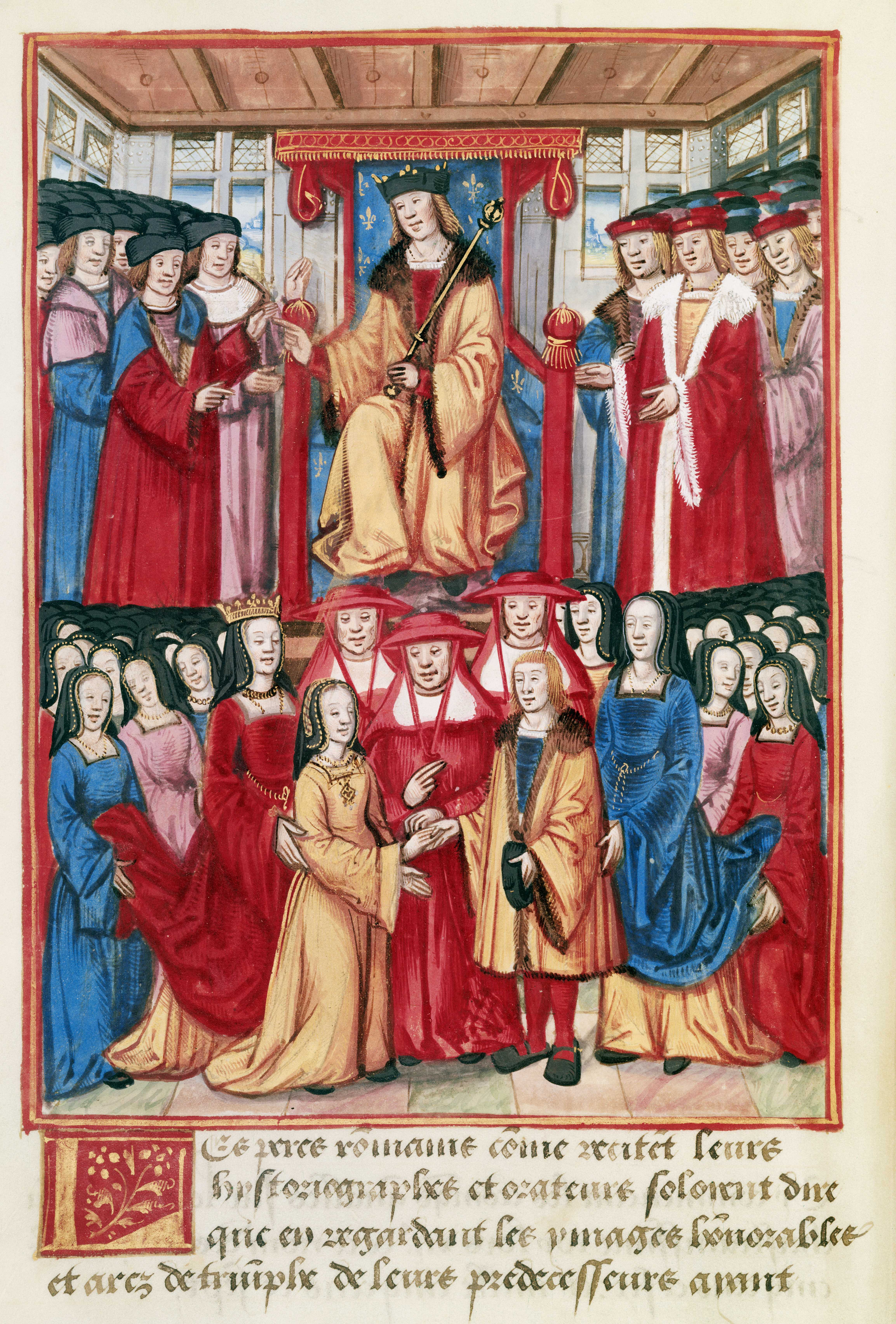
Verloving van Claudia van Valois en Frans van Angoulême
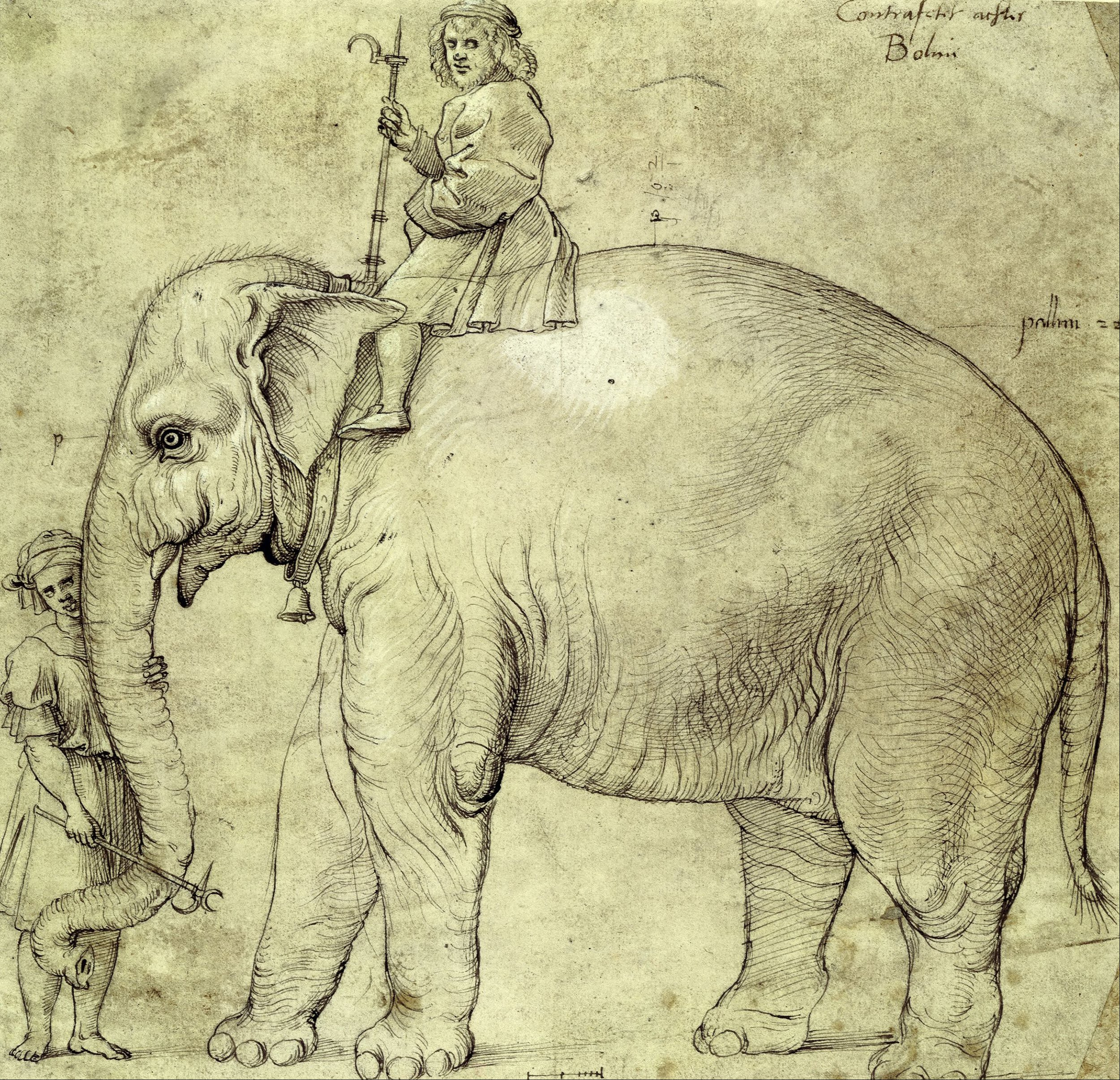
Hanno

## Geboren
- 16 februari - Georg Joachim von Lauchen, Duits wiskundige
- 22 februari - Tahmasp I, sjah van Perzië (1524-1576)
- 16 juni - John Cheke, Engels humanist
- 15 juli - Peter Tiara, Noord-Nederlands filoloog
- 26 juli - Wiguleus Hund, Duits jurist en historicus
- 29 augustus - García Álvarez de Toledo, Spaans veldheer
- 30 november - Andreas Masius, Noord-Nederlands priester, jurist en diplomaat
- 31 december - Andreas Vesalius, Zuid-Nederlands arts en anatoom
- Hendrik VIII van Bobenhausen, grootmeester van de Duitse Orde
- Maximiliaan II van Bourgondië, Noord-Nederlands edelman
- Adriaen Coenen, Noord-Nederlands vishandelaar
- Philibert Delorme, Frans architect
- Francis Hastings, Engels edelman
- Francisco Hernández de Toledo, Spaans naturalist
- Filips Karel van Lannoy, Zuid-Nederlands veldheer
- Everard Mercurian, generaal-overste van de Jezuïeten
- Guidobaldo II della Rovere, hertog van Urbino
- Cornelis Suys, Noord-Nederlands staatsman
- Thomas Culpeper, Engels hoveling (jaartal bij benadering)
- Baba Nobuharu, Japans samurai (jaartal bij benadering)
- Claude Goudimel, Frans componist (jaartal bij benadering)

## Overleden
- 2 januari - William Smyth, Engels bisschop
- 9 januari - Anna van Bretagne (36), hertogin van Bretagne (1488-1514), echtgenote van Maximiliaan I van Oostenrijk, Karel VIII van Frankrijk en Lodewijk XII van Frankrijk
- 11 maart - Charlotte van Albret (~33), Frans edelvrouw
- 11 april - Donato Bramante (~69), Italiaans architect
- 18 april - Elisabeth van Loon, Noord-Nederlands edelvrouw
- 3 mei - Anna van Brandenburg (26), Duits edelvrouw
- 23 juni - Hendrik I van Brunswijk-Wolfenbüttel (50), Duits edelman
- 25 juni - Suster Bertken (~87), Nederlands kluizenares en dichteres
- 26 augustus - Alfons d'Aragó (~59), Spaans prelaat en staatsman
- 21 oktober - Alexander van Palts-Zweibrücken (51), Duits edelman
- 28 november - Hartmann Schedel (74), Duits historicus en cartograaf
- Pieter Crockaert (~64), Zuid-Nederlands theoloog
- Alessandro d'Este (~16), Italiaans edelman
- Cornelis van Foreest (~50), Noord-Nederlands edelman
- Jan van Glymes van Bergen (~25), Zuid-Nederlands edelman
- Gjon Kastrioti II (~58), Albanees edelman
- Andrea di Niccolò (~77), Siennees schilder
- Paulus de Roda, Zuid-Nederlands componist (jaartal bij benadering)